# Maja Šimec
Maja Šimec, nekdanji slovenski fotomodel, * 4. april 1979.
Leta 1997 je kot 18-letna dijakinja 4. letnika črnomaljske gimazije iz Črnomlja osvojila naslov Miss Slovenije 1997.
Na izbor za miss Dolenjske jo je prijavila agencija Helena models iz Novega mesta, za katero je delala že dve leti in postala je 1. spremljevalka.
Na FDV v Ljubljani je pridobila diplomo in magisterij.

## Zasebno
Visoka je 179 centimetrov. Njena mama je bila vodja kuhinje v otroškem vrtcu.